# Усть-Табасский сельсовет
Усть-Табасский сельсовет — административно-территориальная единица и муниципальное образование в Аскинском районе Республики Башкортостан Российской Федерации.

## История
Законом «О границах, статусе и административных центрах муниципальных образований в Республике Башкортостан» муниципальное образование наделено статусом сельского поселения.

## Население
| 2002 | 2009 | 2010 | 2012 | 2013 | 2014 | 2015 |
| ---- | ---- | ---- | ---- | ---- | ---- | ---- |
| 567  | ↘239 | ↗462 | ↘457 | ↗469 | ↘465 | ↗470 |
| 2016 | 2017 |      |      |      |      |      |
| ↘453 | ↘442 |      |      |      |      |      |

## Состав сельского поселения
| № | Населённый пункт | Тип населённого пункта          | Население |
| - | ---------------- | ------------------------------- | --------- |
| 1 | Усть-Табаска     | деревня, административный центр | ↘442      |